# Kate Dickie
Pour les articles homonymes, voir Dickie.
Kate Dickie, née le 4 juillet 1971, à East Kilbride, Écosse, est une actrice britannique.
Elle est apparue, entre autres, dans le film Prometheus de Ridley Scott en 2012. À la télévision, on a pu la voir dans la mini-série Les Piliers de la Terre ainsi que dans la série Game of Thrones.

## Biographie
Kate Dickie est née le 4 juillet 1971, à East Kilbride, Écosse.
Elle a étudié et est diplômée en 1993 du Royal Conservatoire of Scotland.

## Filmographie

### Cinéma

#### Longs métrages
- 2006 : Red Road d'Andrea Arnold : Jackie
- 2008 : Somers Town de Shane Meadows : Jane
- 2008 : Summer de Kenneth Glenaan : Janice
- 2010 : Outcast de Colm McCarthy : Mary
- 2010 : Five Day Shelter de Ger Leonard et Thomas J Richards : Jean
- 2010 : Donkeys de Morag McKinnon : Jackie
- 2012 : Prometheus de Ridley Scott : Ford
- 2012 : Now Is Good d'Ol Parker : La médecin
- 2012 : Shell de Scott Graham : Claire
- 2013 : Ordure ! (Filth) de Jon S. Baird : Chrissie
- 2013 : For Those in Peril de Paul Wright : Cathy
- 2013 : We Love Happy Endings ! (Not Another Happy Ending) de John McKay : Anna le Fevre
- 2014 : Catch Me Daddy de Daniel Wolfe : La mère d'Aaron
- 2014 : Take It Back and Start All Over de Neil Rolland : Emily
- 2015 : The Witch de Robert Eggers : Katherine
- 2015 : Sauvages (Couple in a Hole) de Tom Geens : Karen
- 2016 : Prevenge d'Alice Lowe : Ella
- 2017 : Star Wars, épisode VIII : Les Derniers Jedi (Star Wars VIII : The Last Jedi) de Rian Johnson : L'officière du premier ordre
- 2018 : Tell It to the Bees d'Annabel Jankel : Pam Stock
- 2019 : Our Ladies de Michael Caton-Jones : Sœur Condron
- 2019 : Get Duked! (Boyz in the Wood) de Ninian Doff : Sergent Morag
- 2019 : Balance, Not Symmetry de Jamie Adams : Mary Walker
- 2020 : Underdogs de Chino Moya : Rachel
- 2020 : Wildfire de Cathy Brady : Veronica
- 2020 : London Fight Club (Knuckledust) de James Kermack : Keaton
- 2021 : The Green Knight de David Lowery : La Reine
- 2021 : Sheperd de Russell Owen : Fisher
- 2022 : The Northman de Robert Eggers : Halldora la Picte
- 2022 : Sorority de James Webber : Val
- 2022 : Raven's Hollow de Christopher Hatton : Elizabet Ingram
- 2022 : Matriach de Ben Steiner : Celia
- 2024 : Timestalker d'Alice Lowe : Marion
- 2024 : Damaged de Terry McDonough : Laura Kessler
- 2025 : Honey Bunch de Dusty Mancinelli et Madeleine Sims-Fewer : Farah

#### Courts métrages
- 2003 : Room for the Night de Vincent Hunter : La prostituée
- 2005 : Who Do You Love? de Jim McRoberts : La mère
- 2006 : Accidents de Martin Smith : La mère
- 2006 : The Harvest de Joseph Briffa : Emma Bovey
- 2008 : Trace de Gavin Toomey : Karen
- 2008 : Pussyfooting de Lisa James Larsson : Joan
- 2009 : Believe de Paul Wright : Janice
- 2010 : Native Son de Scott Graham : La policière
- 2012 : The Gift d'Andrew Griffin : L'épouse
- 2012 : Stronger de Peter Mackie Burns : Mme X
- 2012 : Your Picture Gets Mine de James Anderson et Niall Walker : Anne
- 2013 : The Beast de Corinna Faith : La mère
- 2014 : Soror de James Webber : Amanda
- 2015 : Stalactites d'Alison Piper : Linda
- 2015 : Wild Flower de Claire Heather Molloy : Iris
- 2015 : Operator de Caroline Bartleet : L'opératrice
- 2015 : Gracie de Matthew Jacobs Morgan : Mary
- 2016 : Close de Robin Lee : La femme
- 2017 : Natalie de Mikey Murray : Natalie
- 2017 : British by the Grace of God de Sean Robert Dunn : Irene
- 2019 : Jealous Alan de Martin Clark : La mère d'Angela
- 2020 : Burn on Arrival d'Owen Gower : Sarah
- 2021 : Lilias Adie d'Elize du Toit : Lilias
- 2021 : Killing Me Softly with Her Love de Colin Ross Smith : Angela
- 2021 : The Intergalactic Hanseatic League de Gavin Toomey : Le capitaine
- 2023 : Nettle Day de Jack Nicholls : Head
- 2024 : The Bird Feeder de Scott Trotter : Jannett
- 2024 : If Not Now, When? de Nick Tree : Ruth Titor
- 2024 : In the Room de Paul Barrie : Rebecca
- 2025 : A Lesson Not Learned de Paloma Arroyo : La mère

### Télévision

#### Séries télévisées
- 1994 : Rab C. Nesbitt : Une jeune femme
- 2000 : Tinsel Town : Lex
- 2003 : The Vice : Beverley
- 2003 / 2008 : Taggart : Debbie Thomson / Wendy Nugent
- 2004 : Still Game : La femme enceinte
- 2009 : Garrow's Law : Mary Hamer
- 2010 : Les Piliers de la Terre (The Pillars of the Earth) : Agnes
- 2010 : Five Daughters : Isabella Clennell
- 2011 : Injustice : Joanna Kirsten
- 2011 / 2014 : Game of Thrones : Lysa Arryn
- 2012 : Flics toujours (New Tricks) : DCI Fiona MacDougall
- 2013 : Run : Liz
- 2013 : By Any Means : Patricia Brooks
- 2013 : Perfect Crimes : Jenny
- 2015 : The Frankenstein Chronicles : Mme Bishop
- 2015 : London Spy : L'éditrice
- 2015 : Midwinter of the Spirit : DCI Annie Howe
- 2016 : One of Us : Un tueur parmi nous (One of Us) : Sal
- 2017 : Les Enquêtes de Vera (Vera) : Nell Hinkin
- 2018 : The Cry : Morven Davis
- 2018 : L'Aliéniste (The Alienist) : Scotch Ann
- 2019 : Shetland : DI Boyd
- 2019 : Peaky Blinders : La mère supérieure
- 2019 : Temple : Eleanor
- 2020 : The English Game : Aileen Suter
- 2020 : Small Axe : Miss Gill
- 2020 : The Nest : Détective McClelland
- 2021 : La Colo magique (Summer Camp Island) : Professeur Elliot (voix)
- 2021 - 2023 : Annika : DCI Diane Oban
- 2022 : Inside Man : Morag
- 2023 : Loki : Générale Dox
- 2023 : Star Wars: Visions : L'officière du premier ordre (voix)
- 2023 : Boat Story : Katia
- 2024 : The Day of the Jackal : Alison Stoke
- 2024 : Dinosaur : Cecily
- 2025 : Les Dossiers oubliés (Department Q) : Moira Jacobson

#### Téléfilms
- 2006 : Missing d'Ian Madden : La phamarcienne
- 2008 : He Kills Coppers d'Adrian Shergold : Janis
- 2010 : Dive de Dominic Savage : Alison
- 2017 : Landgericht de Matthias Glasner : Mary